# Adriana Molder
Adriana Molder (Lisboa, 1975) es una artista y pintora portuguesa, residente en Berlín.

## Trayectoria
Molder nació en Lisboa en 1975. Molder estudió en la Escuela Superior de Teatro y Cine, en Amadora, Lisboa y llegó a trabajar como diseñadora de escenario.
Su trabajo de diseño y pintura está inspirado en el cine, para lo que utiliza imágenes ya existentes, y en la literatura, para lo que se inspira en cuentos y romances. Se centra sobre todo en el retrato, con tintes sombríos, fantasmagóricos y dramáticos, que evocan películas en blanco y negro, captados en momentos clave y en ocasiones marcados con tonos fuertes de rojo sanguíneo. En la creación de esos retratos encuentra inspiración en personajes de novelas, como la portuguesa del siglo XIX La dama de cabra  o en la Casa embrujada de Virginia Woolf.
Comenzó a exhibir su obra en el año 2002, que forman parte de colecciones públicas y privadas en el Museu Coleção Berardo, la Colección António Cachola o la Fundação EDP en Portugal, así como en otros países como España o Alemania. En julio de 2012, Molder presentó nuevos trabajos en "A Dama Pé-de-Cabra", idea suya inspirada en la narrativa histórica de Alexandre Herculano, en una exposición junto con Paula Rego, inaugurada finalmente el 7 de julio.
Es hija de la filósofa portuguesa Maria Filomena Molder y del fotógrafo y escritor portugués Jorge Molder, y hermana de la cantante Catarina Molder. También nieta de August Molder, fundador de la histórica filatelia A Molder de Lisboa, que la artista recuperó en noviembre de 2020 como galería.

## Reconocimientos
En 2003 recibió el premio revelación CELPA/ Vieira da Silva Artes Plásticas y en 2007 fue reconocida con el Premio Joven Artista Herbert Zapp Preis für Junge Kunst.

## Selección de exposiciones

### Exposiciones individuales
- 2012- Mad About the Boy, Galeria João Esteves de Oliveira, Lisboa
- 2007- A Madrugada de Wilhelm e Leopoldine, Fundação carmona e Costa, Lisboa
- 2004- Copycat, Galeria Presença, Oporto
- 2003- Copycat, Museu de Arte Sacra do Funchal, Madeira- Cartola, Galeria Presença, Oporto

- 2002- Câmara de gelo, Sintra Museu de Arte Moderna - Colecção Berardo, Sintra.

### Exposiciones colectivas
- 2012- A Dama Pé-de-Cabra, Casa das Histórias Paula Rego, Cascais
- 2004- Em jogo, Centro de Artes Visuais, Coímbra
- 2003- Prémio CELPA / Vieira da Silva Artes Plásticas, Fundação Arpad Szenes – Vieira da Silva, Lisboa
- 2002- Territórios Singulares, Sintra Museu de Arte Moderna–Colecção Berardo, Sintra